# 麥克萊恩峰
85°51′S 141°35′W / 85.850°S 141.583°W
麥克萊恩峰（英語：McLean Peak）是南極洲的山峰，位於瑪麗伯德地，海拔高度2,290米，美國地質調查局根據測量和美國海軍拍攝的空中照片繪入地圖，現時由南極條約體系管理。